# Metanodiol
El metandiol, també conegut com a monohidrat de formaldeid o metilenglicol, és un compost orgànic amb la fórmula CH₂(OH)₂. És el diol geminal més simple i formalment és el segon carbohidrat (després del formaldehid).
El metandiol és el producte de la reacció d'hidratació del formaldeid H₂C=O, i predomina en la solució aquosa
Aquest compost té alguna rellevància en l'astroquímica.